# Clarissenklooster (Hoogstraten)
Het Clarissenklooster in Hoogstraten is een voormalig klooster van de clarissen dat bestond tussen 1489 en 1783, toen het werd afgeschaft door keizer Jozef II.

## Stichting
De clarissen zijn een contemplatieve orde gesticht in 1212 door Clara van Assisi. Vanuit San Damiano ontstonden kloosters over heel Europa. In de 15e eeuw werd met de hulp van twee zusters uit Trier het klooster in Hoogstraten gesticht. Op 14 oktober 1489 werd het huis 'de Croone' gekocht. Het klooster werd daarom ook Onze-Lieve-Vrouw ter Kroon genoemd. Er was van bij aanvang plaats voor vier vrouwen en twee minderbroeders. Op 29 april 1490 kregen vier vrouwen de toelating van de paus om zich in Hoogstraten te vestigen en er te leven volgens de regels van de heilige Clara. In 1527 werd een nieuw klooster gebouwd door Antoon de Lalaing en Elisabeth van Culemborg dat als ‘het mooiste van Brabant’ bekend stond. Het werd echter danig vernield in de tweede helft van dezelfde eeuw. In 1604 werden kerk en klooster opnieuw gewijd.

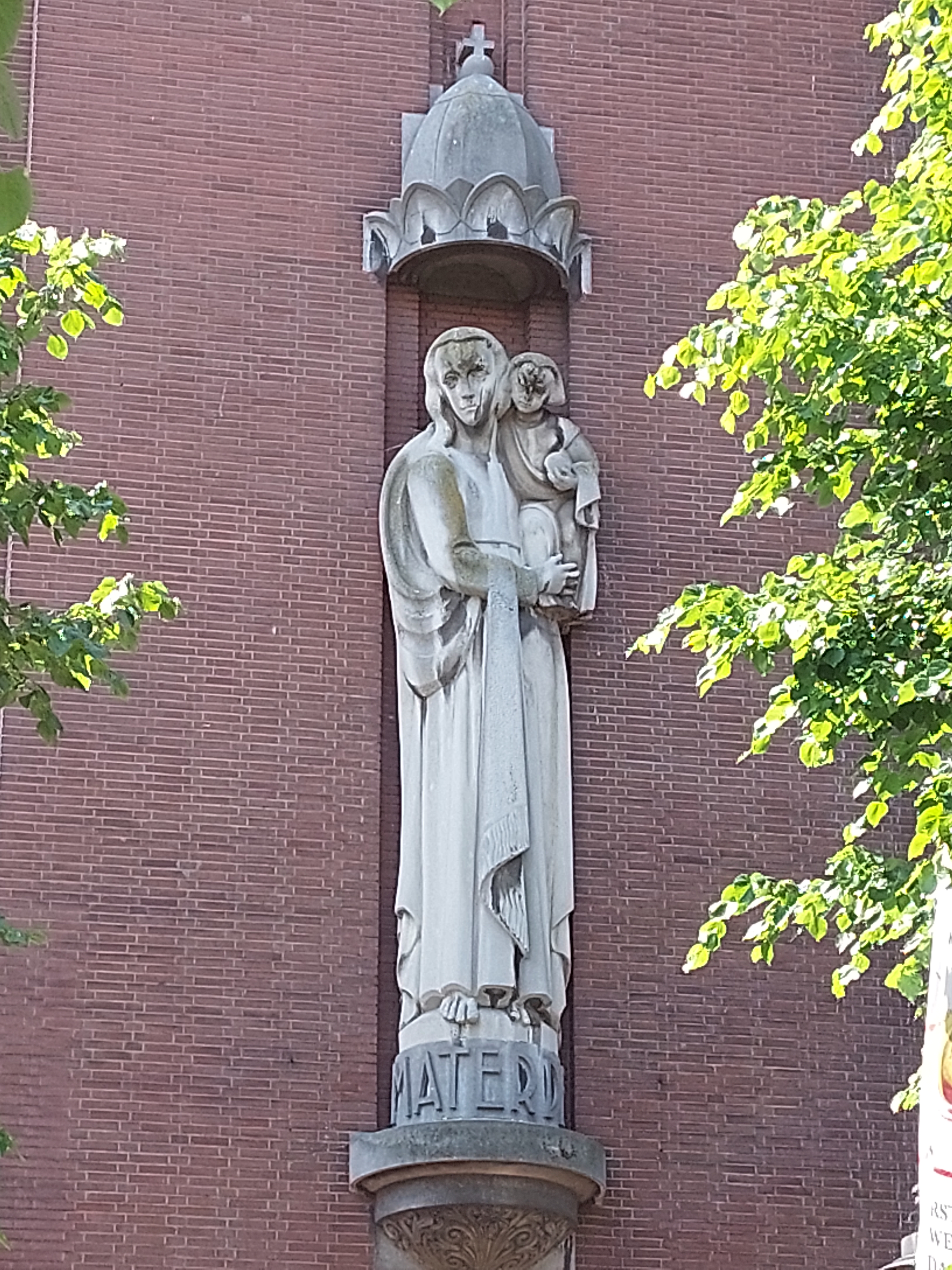
Mater Dei - Beeld op de gevel van het Klein Seminarie te Hoogstraten

## Moederklooster voor drie andere kloosters
In 1490 werd vanuit Hoogstraten het klooster in Wamel (1490-1591) gesticht. Een tweede klooster werd tussen 1504 en 1507 vanuit Hoogstraten in Boxtel gesticht, klooster Elisabethsdal, tot de clarissen daar verdreven werden in 1717. De Nederlandse clarissen vonden tijdelijk onderdak in Hoogstraten, maar op 30 april 1721 gingen deze zusters terug naar het Nederlandse Megen waar er nog wel sprake was van enige godsdienstvrijheid. Dit klooster noemde men Sint-Josephsberg. Vanuit Megen werden nog verschillende clarissenkloosters gesticht waaronder ook op Java (eiland). Een derde klooster dat vanuit Hoogstraten werd gesticht is dat van Leuven in 1513.

## Verslag van Cathalina del Spiritu Sancto
Toen Hoogstraten verbeurd verklaard werd door Filips II wegens hoogverraad van Antoon II van Lalaing, werd door de Spaanse koning een gouverneur aangesteld over het graafschap Hoogstraten. Van 1569 tot 1574 was dit don Luis Carrillo. Zijn dochter, Cathalina del Spiritu Sancto, zat in het clarissenklooster van Hoogstraten. De rivaal van Carillo was kapitein don Alonso die overgelopen was naar het Nederlandse kamp. Deze laatste probeerde Cathalina in 1581 te ontvoeren uit het klooster van Hoogstraten. Cathalina wist aan haar belagers te ontkomen door de hulp van andere nonnen en schreef hier decennia later een relaas over. Van dit relaas verscheen in 1627 een boekje in Lissabon in het Spaans. Cathalina werd na de mislukte poging door haar vader overgebracht naar het Portugese Nossa Senhora da Quitaçâo.

## Opheffing
Op 17 maart 1783 werden door een edict van keizer Jozef II dat alle "nutteloze" contemplatieve kloosters officieel opgedoekt. De clarissenkloosters behoorden tot de eerste groep kloosters die werden opgeheven. Hun goederen werden verbeurd verklaard en voor 1 juli moesten ze het pand verlaten. De meeste zusters werden toen opgenomen op het begijnhof van Hoogstraten. In 1794 waren er nog 12 die voorheen op het klooster woonden.

## Gebouwen
De gebouwen en gronden werden publiekelijk verkocht in 1786 en dienden sindsdien als een soort kazernewoningen voor arme arbeidersgezinnen. Kort na de Belgische Revolutie was er een heropleving van het katholicisme. Op 22 oktober 1834, kocht J.H. De Keirsmaeckers, rentmeester van de vorsten van Salm Salm, in opdracht van deken J.E. Cauwenbergh, de gebouwen en de bijhorende tuin om er het huidige Klein Seminarie te vestigen. De voormalige kloostergebouwen werden afgebroken. Enkele oude elementen werden wel verwerkt in de nieuwe schoolgebouwen uit 1835. Evenals het klooster werd de school toegewijd aan Onze-Lieve-Vrouw zoals het beeld 'Moeder Gods' op de voorgevel doet blijken.

### Beeld Moeder Gods
In de voorgevel van de school valt vooral het vier meter grote beeld op dat de Moeder Gods (Mater Dei) voorstelt, patrones van het Seminarie. Dit beeld, gemaakt door Jef Jacobs, werd door de Hoogstraatse bevolking aan het Seminarie geschonken als blijk van dank voor het veilig onderdak dat de bevolking gekregen had in de grote kelders tijdens de beschietingsdagen van oktober 1944. Tevens is het een verwijzing naar het voormalig klooster: 'Onze-Lieve-Vrouw ter Kroon'. Op 25 mei 1952 werd het door hulpbisschop Suenens gewijd.